# FC Drobeta

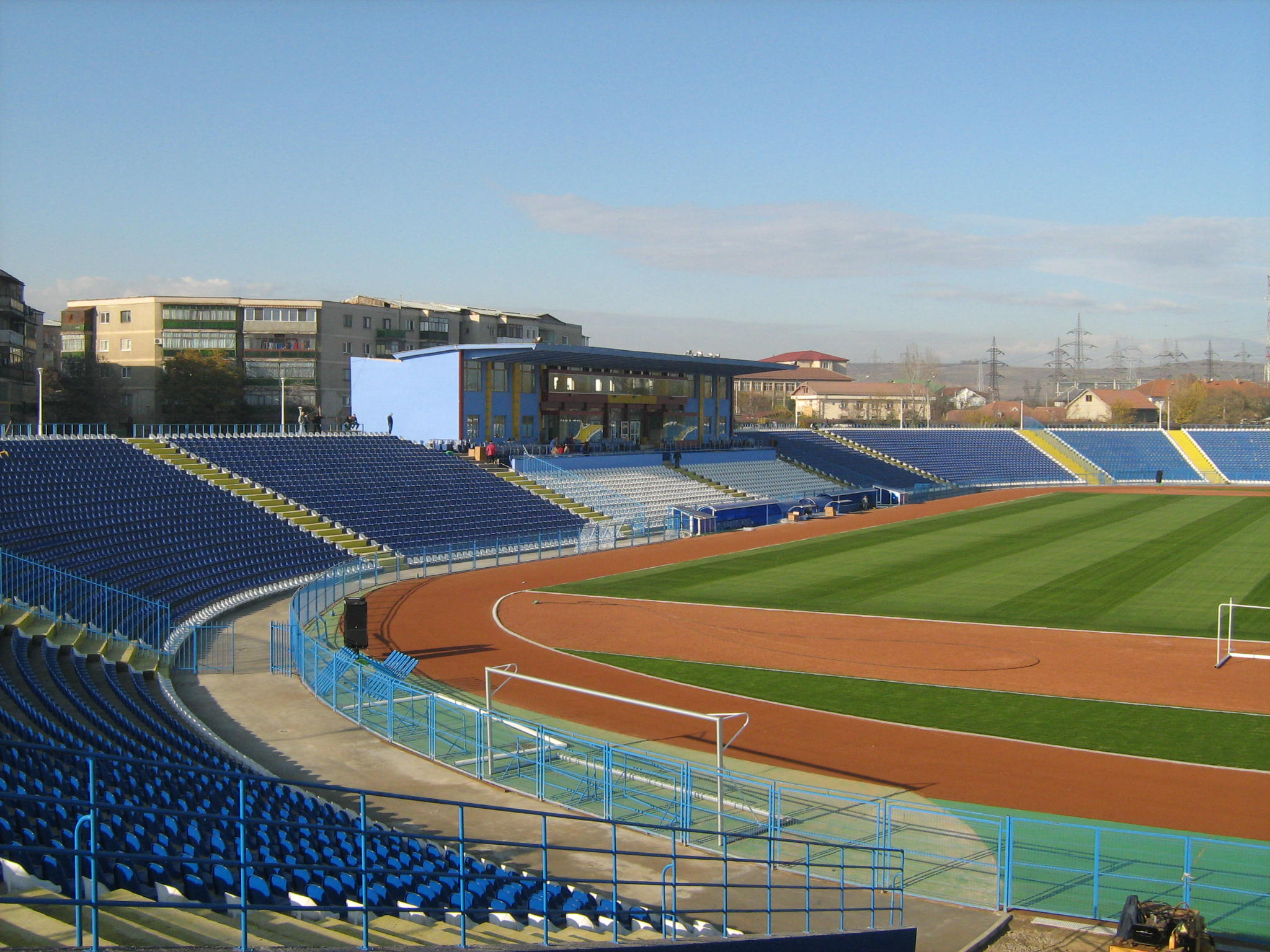
Stadion van Drobeta

FC Drobeta was een Roemeense voetbalclub uit de stad Dobreta-Turnu Severin.

## Geschiedenis
In 1958 werd Drobeta Turnu Severin opgericht en nam de plaats van CFR Turnu Severin in de Divizia C in. In 1959 werd de naam Metalul Turnu Severin. In 1975 fuseerde de club met Meva en werd zo CSM Drobeta-Turnu Severin. In 1976 degradeerde de club naar de Divizia D. In 1985 wijzigde de naam in AS Drobeta-Turnu Severin en in 1990 in FC Drobeta-Turnu Severin. De club werd ontbonden in 2003.
Nadat Severnav Drobeta-Turnu Severin in 2007 promoveerde naar de tweede klasse werd de naam FC Drobeta aangenomen. In 2010 trok de club zich tijdens de winterstop terug uit de competitie wegens financiële problemen. In augustus 2010 werd de club weer nieuw leven ingeblazen en ging van start in de derde klasse. In april 2011 werd de club voor een derde maal opgeheven. De voetbaltraditie in de stad zal verder gezet worden door CS Gaz Metan Drobeta-Turnu Severin.